# Awdotja Jakowlewna Panajewa

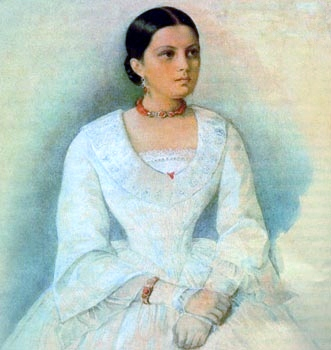
Awdotja Panajewa (Gemälde von Kyrill Antonowitsch Gorbunow aus den 1850er Jahren)

Awdotja Jakowlewna Panajewa (russisch Авдо́тья Я́ковлевна Пана́ева, wiss. Transliteration Avdot'ja Jakovlevna Panaeva; geboren als Awdotja Jakowlewna Brjanskaja [Бря́нская]; in zweiter Ehe Golowatschowa [Головачёва]; * 12. August 1820 in Sankt Petersburg; † 11. April 1893 in Sankt Petersburg) war eine russische Schriftstellerin. Unter dem männlichen Pseudonym N. N. Stanizki (Н. Н. Стани́цкий) hat sie eine Anzahl erfolgreicher Romane und Novellen veröffentlicht. Über ihre Zeit hinaus bekannt geblieben ist sie durch den literarischen Salon, den sie gemeinsam mit ihrem ersten Ehemann, Iwan Panajew, geführt hat. Die bedeutendsten Schriftsteller der Zeit haben dort verkehrt. Panajewas Memoiren sind dadurch zu einem wichtigen Zeitzeugnis geworden.

## Leben und Werk
Panajewa war die Tochter bekannter Schauspieler, erhielt an der Petersburger Theaterschule eine akademisch minderwertige Ausbildung und hätte nach dem Wunsch der Eltern Balletttänzerin werden sollen. Um dem Bühnenumfeld und der Tyrannei ihrer Mutter zu entkommen, heiratete sie mit 18 Jahren jedoch den Schriftsteller Panajew. Das Paar hatte mehrere Kinder, die alle jung starben.
Die Wohnung hatte die Adresse Liteyny Prospekt 36 in Sankt Petersburg und beherbergt heute ein Museum. Viele der Männer, die in ihrem Salon verkehrten, verliebten sich in Panajewa, darunter auch der 24-jährige Dostojewski, der in ihrer Wohnung Mitte November 1845 aus seinem Erstling Arme Leute vorgelesen hatte und bis 1846 ein häufiger Gast war. Spätestens 1848 begann Panajewa eine langjährige Partnerschaft mit Nikolai Nekrassow. Die Ehe mit Panajew bestand damals nur noch auf dem Papier, und Nekrassow lebte sogar in derselben Wohnung wie das Ehepaar.
1848 veröffentlichte Panajewa ihre erste literarische Arbeit, Familie Talnikow, die der Zensur zum Opfer fiel, weil diese befand, dass das Werk „Moral und elterliche Autorität“ unterminiere. Die autobiografische Novelle hatte tyrannische, selbstsüchtige Eltern zum Thema, denen das Schicksal ihrer Kinder gleichgültig ist. Es war eines der ersten russischen Prosawerke, die Kindheit beschrieben. Gemeinsam mit Nekrassow schrieb Panajewa anschließend die melodramatisch gefärbten Romane Tri strany sveta (1848) und Mërtvoe Ozero (1852).
Ohne Nekrassows Mitwirkung entstanden Žena časovogo mastera (1849), die Novelle Stepnaja baryšnja (1855) und Roman v peterburgskom polusvete (1860). Alle drei behandelten das damals überall in Europa aktuelle Thema der Lebenssituation und die gesellschaftliche Stellung von Frauen, die ja meist von ihrem Ehemann vollständig beherrscht wurden. Panajewa war stark von George Sand beeinflusst.
Panajewa lebte zeitweilig auch im europäischen Ausland. Überliefert ist etwa, dass sie sich im Spätsommer 1856 mit Nekrassow in Wien traf. Als Panajew 1862 starb, hätte sie Nekrassow heiraten können; die Beziehung war jedoch ausgelaugt und endete 1863 ganz. Panajewa zog aus der gemeinsamen Wohnung aus. 1864 heiratete sie Apollon Filippowitsch Golowatschow, der als Journalist bei Sowremennik arbeitete. Die gemeinsame Tochter, Jewdokija Apollonowna Nagrodskaja, wurde Schriftstellerin.
Als Golowatschow 1877 starb, blieb Panajewa mittellos zurück und schrieb, um sich und die Tochter zu ernähren, ihre Memoiren. Historische Bedeutung verdanken diese Memoiren der unmittelbaren Anschauung, die Panajewa als Ehefrau Panajews und als Lebensgefährtin Nekrassows vom innersten Kreis der russischen Intelligenzija hatte. Diese beiden Männer waren es, die von 1847 bis 1863 die Zeitschrift Sowremennik (Современник) herausgaben, die im Fokus des intellektuellen Lebens dieser Zeit stand. Panajewa veröffentlichte ihre Memoiren zunächst 1889 in der Zeitschrift Historical Herald und 1890 dann in Buchform.

## Werke
- Semejstvo Talyikovych (russisch: Семейство Талыиковых; auf Deutsch bedeutet der Titel: Familie Talnikow), Powest, 1848; The Talnikov family : a novel, translated by Fiona Bell, New York : Columbia University Press, 2024, ISBN 978-0-231-21318-9
- mit Nekrassow: Tri strany sveta (Три страны света; Drei Länder des Lichtes), Roman, 1848
- mit Nekrassow: Mërtvoe Ozero (Мёртвое Озеро; Toter See), Roman, 1852
- Stepnaja baryšnja (Степная барышня; Eine junge Dame aus der Steppe), Powest, 1855
- Roman v peterburgskom polusvete (Роман в петербургском полусвете; Eine Romanze in der Petersburger Halbwelt), Roman, 1860
- Vospominanija (Воспоминания; Erinnerungen), 1890